# Gnojno
Gnojno ist ein Dorf im Powiat Buski der Woiwodschaft Heiligkreuz in Polen. Es ist Sitz der gleichnamigen Landgemeinde mit etwa 4500 Einwohnern und liegt etwa 35 km südöstlich von Kielce und 18 km nordöstlich der Kreisstadt Busko-Zdrój.

## Geschichte

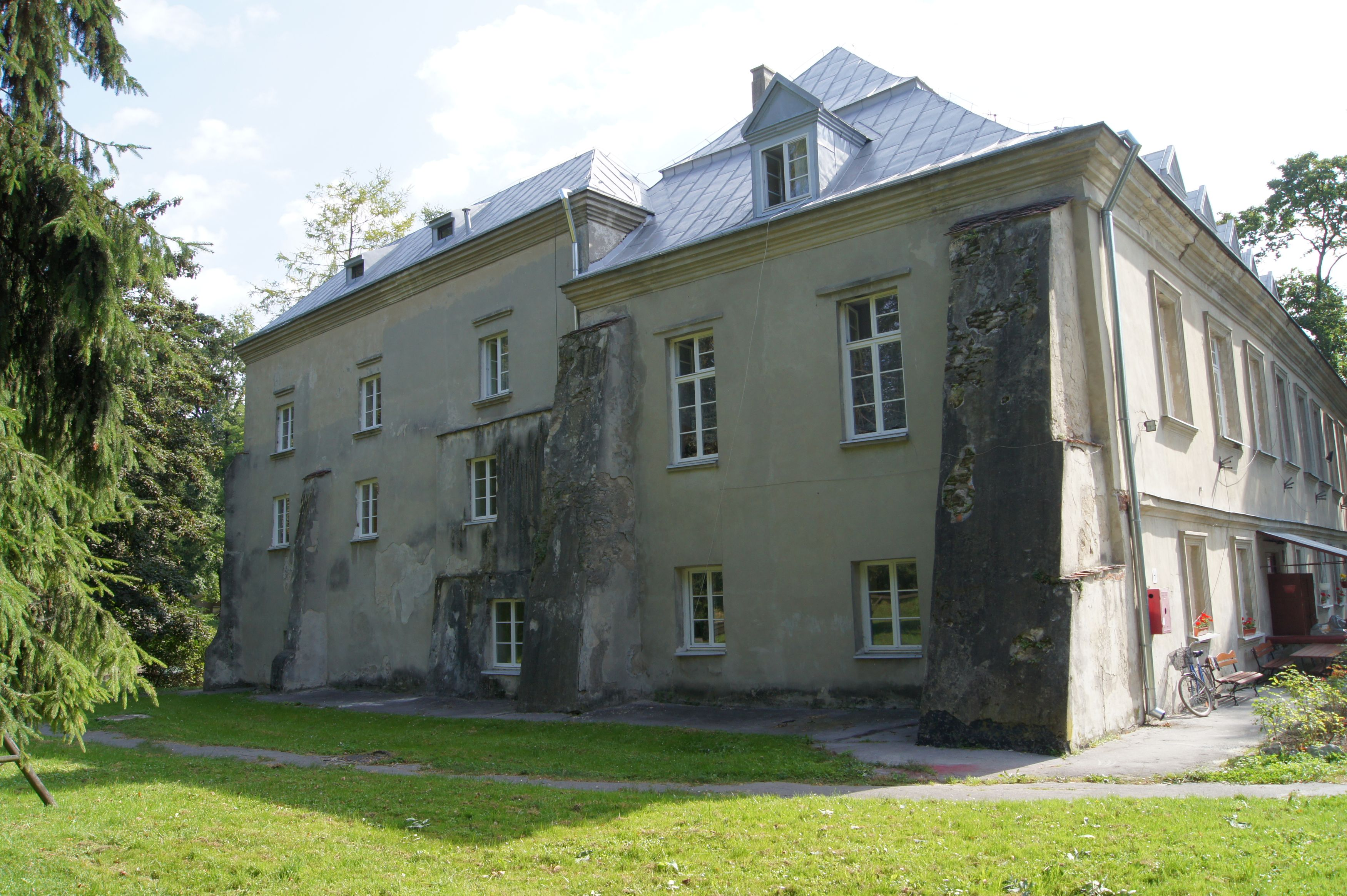
Herrenhaus in Gnojno

Die Siedlungsgeschichte reicht bis in die Römerzeit zurück. Gnojno lag an der Bernsteinstraße. In geschichtlicher Zeit wird Gnojno erstmals im Zusammenhang mit dem Tatareneinfall 1341 genannt, als die örtliche Kirche verbrannt wurde. Das Land stand damals unter der Herrschaft der Familie Gnoiński. Krzystof Gnoiński ließ 1540 einen Herrenhof errichten, in dem heute das Zentrum für Sozialfürsorge untergebracht ist.
1795 fiel Gnojno mit der Dritten Polnischen Teilung an Österreich. 1809 kam es an das Herzogtum Warschau und 1815 an das Königreich Polen. Nach Ende des Ersten Weltkriegs kam der Ort wieder zum neu entstandenen Polen.

## Gemeinde
Die Landgemeinde (gmina wiejska) Gnojno besteht aus 26 Dörfern mit Schulzenämtern. Die Einwohnerzahl der Gemeinde betrug im Jahr 2007 4735 und 2016 4466. Die Gemeinde ist landwirtschaftlich geprägt; vorherrschend ist der Kartoffelanbau.

## Sehenswürdigkeiten
- Die einschiffige Kirche Johannes des Täufers (Jana Chrzciciela) und der hl. Thekla aus der Zeit um 1470, ausgebaut zwischen 1596 und 1598 und barockisiert ab 1677, mit einem Frontturm und Querhaus.
- Das Herrenhaus im Renaissancestil aus der Zeit um 1540.